# Garissa County
Garissa County (bis 2010 Garissa District) ist ein County in Kenia. Die Hauptstadt des Countys ist Garissa. Im Jahre 2019 lebten im County 841.353 Menschen auf 45.720,2 km².

## Geografie
Im County herrscht arides Klima, die Temperaturen liegen zwischen 33 und 42 °C. Die Menschen im Garissa County leben hauptsächlich von nomadischer Viehhaltung, nur 1 % der Countyfläche gilt als landwirtschaftlich nutzbar. Angebaut werden vor allem Bananen, Mangos und Zitronen. 2005 lebten 62 % der Einwohner unterhalb der Armutsgrenze, ungefähr 80 % sind Analphabeten. Die Kindersterblichkeit im County ist hoch, in den Städten starben im Jahr 2002 8,9 % der Kinder vor ihrem 5. Geburtstag, auf dem Land erlebten 14,6 % der Kinder den 5. Geburtstag nicht.

## Verkehr und Infrastruktur
Garissa verfügt über ein Straßennetz von insgesamt 1500 km, 10 % der Straßen sind asphaltiert. Es gibt insgesamt 17 größere Handelszentren im County, nur eines davon verfügt über elektrischen Strom. Das County verfügt über 29 Gesundheitseinrichtungen, 3 Postämter und 7 Banken.

## Gliederung
Das County teilt sich in elf Divisionen auf. Es gibt drei Wahlbezirke.
| Division   | Einwohner (1999) | Hauptstadt |
| ---------- | ---------------- | ---------- |
| Balambala  | 013.071          |            |
| Benane     | 013.381          | Benane     |
| Bura       | 013.009          |            |
| Central    | 070.791          | Garissa    |
| Dadaab     | 103.671          | Dadaab     |
| Danyere    | 08.652           |            |
| Jarajila   | 050.455          |            |
| Liboi      | 017.140          | Liboi      |
| Modogashe  | 014.656          | Mado Gashi |
| Sankuri    | 011.713          |            |
| Shant-Abak | 013.329          |            |
| Gesamt     | 329.868          | -          |